# Hansje van Halem
Hansje van Halem (Enschede, 12 augustus 1978) is een Nederlands grafisch ontwerper en letterontwerper. Haar werk wordt getypeerd door geometrische, repetitieve, soms bijna psychedelische patronen.
Hansje van Halem studeerde van 1998 tot 2000 grafische en typografische vormgeving aan de Koninklijke Academie van Beeldende Kunsten in Den Haag. In 2003 behaalde ze vervolgens het diploma Graphic Design aan de Rietveld Academie. Sinds 2003 heeft ze een eigen studio in Amsterdam.
Van Halem ontwerpt onder andere boeken, postzegels, affiches en schutbladen. Haar affiches worden vaak uitgevoerd in risografie of zeefdruk, maar ze creëert haar ontwerpen vooral met behulp van digitale technologie. Ook in de publieke ruimte zijn een aantal werken van haar te zien, waaronder een reeks van 16 zonneschermen voor een schoolgebouw in Amsterdam, een geperforeerde omheining bij Schiphol, en een monument aan de Tugelaweg in Amsterdam met een tekst van dichter K. Michel.
Ontwerpen van Van Halem zijn in veel vooral Nederlandse en Amerikaanse musea tentoongesteld. In 2017 vond een solotentoonstelling van haar werk plaats bij de Bijzondere Collecties van de Universiteit van Amsterdam. Werken van Hansje van Halem zijn onder andere opgenomen in de collectie van het Stedelijk Museum Amsterdam. Sinds 2017 is ze de hoofdontwerper van het muziekfestival Lowlands, waarvoor ze met programmeurs en animatoren samenwerkt. Voor haar Lowlands-ontwerpen ontving ze in 2018 een Dutch Design Award.

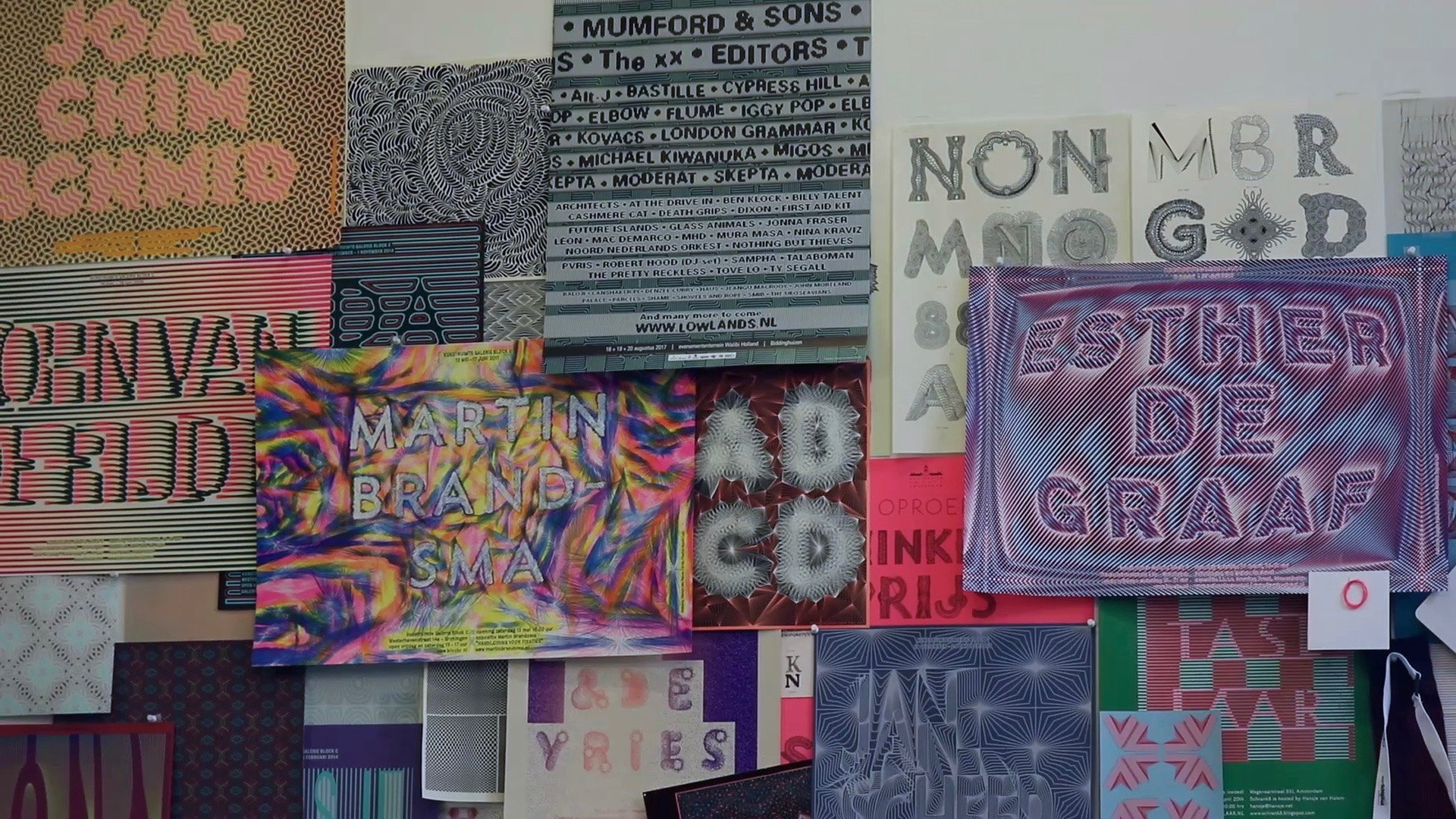
Een aantal ontwerpen van Hansje van Halem